# Bruno Griesser
Bruno Griesser OCist (* 30. Dezember 1889 in Oetz; † 21. August 1965 in Bregenz) war ein österreichischer Zisterzienser und Kirchenhistoriker.

## Leben und Werk

### Zisterzienser und Priester
Joseph Griesser, Sohn eines Tiroler Landwirts, verlor seine Mutter eine Woche nach der Geburt. Er besuchte das Gymnasium Vinzentinum in Brixen, dann das Franziskanergymnasium in Hall in Tirol, das er 1909 abschloss. Nach kurzzeitigem Theologiestudium in Innsbruck trat er, auf den Spuren seines Landsmanns Kassian Haid, 1910 in die zisterziensische Territorialabtei Wettingen-Mehrerau bei Bregenz ein, nahm den Ordensnamen Bruno an und legte im Mai 1914 die feierliche Profess ab. Am 28. Juni 1914 empfing er in Feldkirch die Priesterweihe.

### Pädagoge, Bibliothekar, Prior und Seelsorger. Tod
Bis 1919 studierte er alte Sprachen an der Universität Innsbruck und wurde 1918 promoviert, verpasste aber in den Wirren des Zusammenbruchs die eigentlich verdiente Exzellenz-Promotion Sub auspiciis. 1919 erlangte er die Lehrbefähigung und unterrichtete am Collegium Bernardi, das er von 1927 bis 1938 und von 1945 bis 1963 als Direktor leitete. In der Zeit der Aufhebung von Schule und Kloster durch die Nationalsozialisten war er Seelsorger in Blons. Neben der pädagogischen Aufgabe leitete er die Klosterbibliothek. Von 1945 bis 1949 war er auch Prior des Konvents. 1963 ging er noch als Beichtvater in das Zisterzienserinnen-Kloster Magdenau, erlitt dort im April 1965 einen Schlaganfall und verstarb wenige Monate später in seinem Heimatkloster im Alter von 75 Jahren.

### Publizist und Wissenschaftler
Von 1939 bis zur Einstellung 1941 und von 1947 bis 1965 gab Griesser die Cistercienser-Chronik heraus. Auf der Basis seiner altphilologischen Qualifikation arbeitete er sich in die Mediävistik ein und leistete Bedeutendes im Bereich der Textedition und der Ordensgeschichte.

### Ehrungen
1949 wurde Griesser der Ehrentitel Hofrat verliehen. 1956 erhielt er das Große Ehrenzeichen für Verdienste um die Republik Österreich. 1962 promovierte ihn die Juristische Fakultät der Universität Innsbruck zum Ehrendoktor.

## Werke (Auswahl)
- Beiträge zur Textgeschichte der Expositio IV Evangeliorum des Ps.-Hieronymus. In: Zeitschrift für katholische Theologie 54, 1930, S. 40–87, ISSN 0044-2895.
- Die handschriftliche Ueberlieferung der Expositio IV Evangeliorum des PS. Hieronymus. In: Revue Bénédictine 49, 1937, S. 280–321, ISSN 0035-0893.
- Registrum epistolarum Stephani de Lexington. In: Analecta Cisterciensia 2, 1946, S. 1–118; 8, 1952, S. 181–378, ISSN 0003-2476.
- Die „Ecclesiastica Officia Cisterciensis Ordinis“ des Cod. 1711 von Trient. In: Analecta Cisterciensia 12, 1956, S. 153–288,ISSN 0003-2476.
- (Hrsg.) Konrad von Eberbach: Exordium magnum Cisterciense sive Narratio de initio Cisterciensis Ordinis. Rom 1961, Turnhout 1994, 1997, ISBN 2-503-04382-8.
- Dr. Kassian Haid, Abt von Wettingen-Mehrerau, Generalabt des Zisterzienserordens 1920–1927 (= Schlern-Schriften. Band 171). Wagner, Innsbruck 1962, OCLC 460536674.